# Орфан
Орфан или Орфано (грч. Ορφάνι, Орфани) је насељено место у  општини Кушница у периферији Источна Македонија и Тракија, Грчка. Према попису из 2021. године било је 718 становника. Орфански залив носи назив по овом селу.
Према бугарском географу и историчару, Василу Канчову, у Орфану је 1900. године живело 20 Турака. Село је било скоро напуштено, са само четири турске куће. После Балканских ратова насељене су грчке избеглице, којих је 1913. било 207. После 1923. године насељено је још 118 избеглица. На попису из 1928. године Орфан је имао 281 становника.